# Sandra Day O’Connor

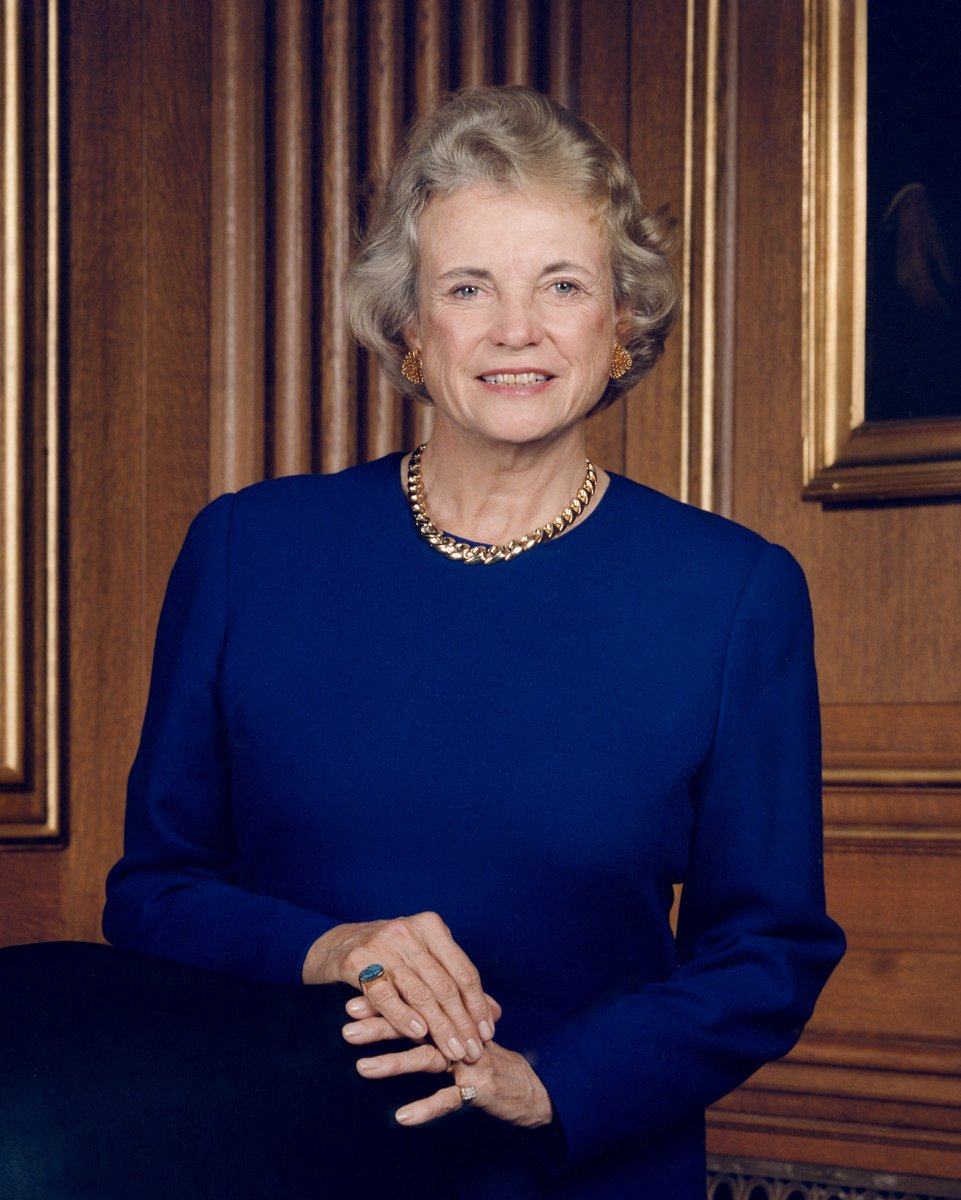
Sandra Day O’Connor

Sandra Day O’Connor (* 26. März 1930 in El Paso, Texas; † 1. Dezember 2023 in Phoenix, Arizona) war eine US-amerikanische Juristin. Sie war von 1981 bis 2006 als erste Frau Richterin am Obersten Gerichtshof der USA.

## Familie, Ausbildung und Beruf

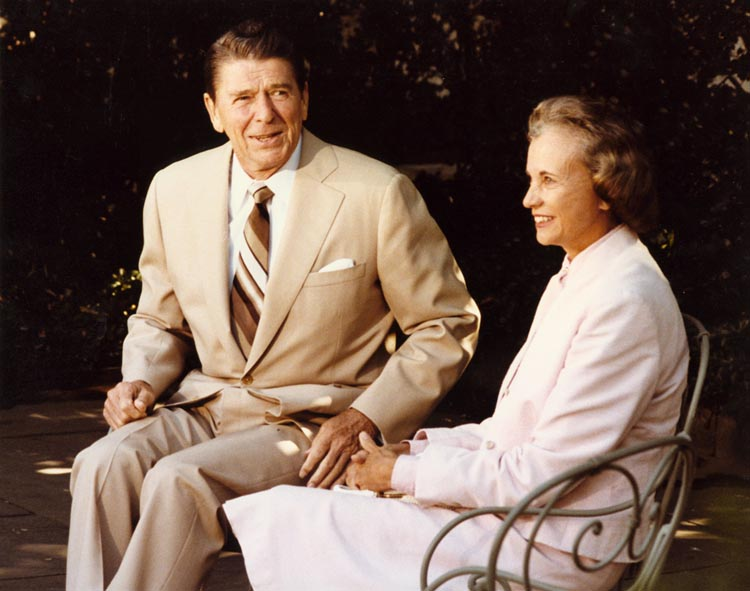
Sandra Day O’Connor und Ronald Reagan, 15. Juli 1981

O’Connor wurde 1930 im texanischen El Paso als Tochter des Ranchers Henry Alfred Day und dessen Ehefrau Ada Mae (geb. Wilkey) geboren und wuchs mit zwei jüngeren Geschwistern auf der Ranch der Familie in Arizona auf. Dort lernte sie neben dem Reiten auch die normale Arbeit in der Landwirtschaft kennen. 1935 schickten ihre Eltern sie in eine Privatschule für Mädchen nach El Paso. Dort lebte sie bei ihrer Großmutter. Große Sehnsucht nach der Ranch trieb sie aber kurzzeitig wieder zurück zu ihren Eltern.
Sie besuchte die Stanford University, wo sie 1950 den Bachelor-Abschluss in Wirtschaft machte. Danach besuchte sie die renommierte Stanford Law School, wo sie ihren Bachelor in Rechtswissenschaften machte. Sie zeigte große Fähigkeiten und schloss den Studiengang in zwei statt der üblichen drei Jahre ab und gehörte zusätzlich zu den drei besten Studenten des Abschlussjahrganges. An dieser Schule lernte sie auch ihren späteren Mann Jay O’Connor kennen, den sie im selben Jahr kurz nach ihrem Abschluss heiratete. Einen Heiratsantrag des späteren Chief Justice William Rehnquist, mit dem sie eine lebenslange Freundschaft verband, hatte sie zuvor abgelehnt.

Sandra Day O’Connors Vereidigung vor einem Richter am Obersten Gerichtshof durch den Obersten Richter Warren Burger, ihr Ehemann John O’Connor schaut zu, 25. September 1981

Trotz ihrer hervorragenden Studienergebnisse fand sie keine Anstellung. Allein eine Stelle als Sekretärin wurde ihr angeboten. Daher begab sie sich in den öffentlichen Sektor und arbeitete für die Staatsanwaltschaft  im San Mateo County im Großraum von San Francisco. Diese Arbeit gab sie 1954 auf und zog nach Frankfurt am Main, wo ihr Mann Militärdienst leistete und sie selbst als zivile Anwältin für das Quartermaster Corps, die Logistikabteilung der United States Army, arbeitete. 
1957 verließ das Paar Deutschland wieder und ging ins Maricopa County von Arizona, in dem die Hauptstadt Phoenix liegt. Im Jahr darauf bekam sie ihren ersten Sohn. In den folgenden Jahren bekam sie zwei weitere Söhne und arbeitete daher nicht mehr Vollzeit. Dies hielt sie aber nicht davon ab, verschiedenen juristischen Tätigkeiten nachzugehen. Gleichzeitig wurde sie für die Republikanische Partei tätig.
1965 wurde sie Assistentin des Generalstaatsanwaltes (Assistant Attorney General) von Arizona. Vier Jahre später wurde sie Mitglied des Senats von Arizona.

## Supreme Court

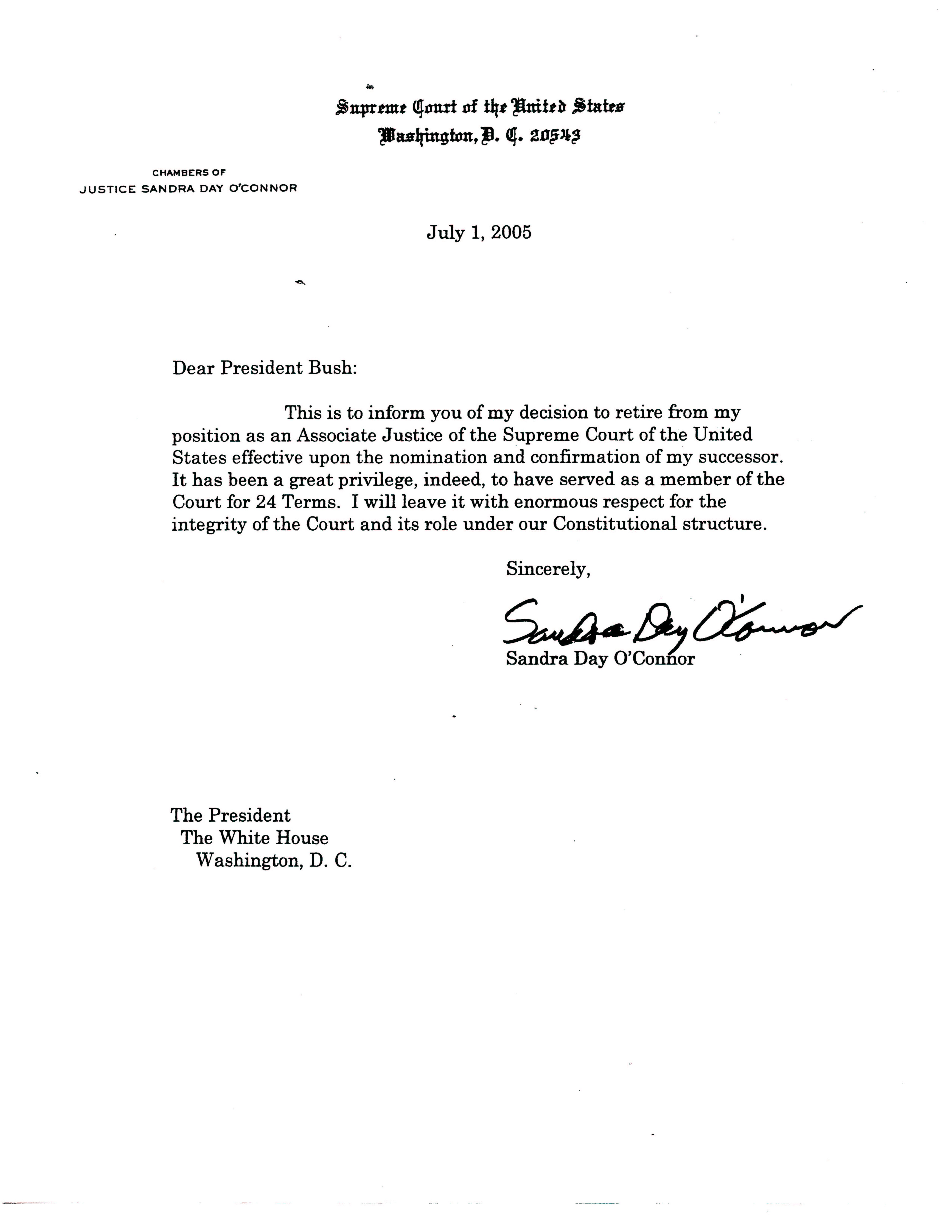
Rücktrittsbrief O’Connors an George W. Bush

Am 7. Juli 1981 schlug Ronald Reagan sie für den Supreme Court als Nachfolgerin für den im Juni ausgeschiedenen Potter Stewart vor und nominierte sie offiziell am 19. August. Am 21. September bestätigte der Senat sie mit 99:0 Stimmen (bei einer Abwesenheit) und am 25. September 1981 wurde O’Connor vereidigt. Sie war damit die erste Frau in dieser Institution. Die nächste Ernennung einer Frau erfolgte 1993 mit Ruth Bader Ginsburg.
O’Connor galt als gemäßigte Konservative und gab bei einer Reihe von Entscheidungen des Gerichts den Ausschlag zwischen dem liberalen und den konservativen Lager (swing vote). Zusammen mit den ebenfalls moderaten Richtern Anthony Kennedy und David Souter verfasste sie 1992 das Mehrheitsvotum im Verfahren Planned Parenthood v. Casey. Darin hielt der Gerichtshof das in der Entscheidung Roe v. Wade 1973 begründete Recht zum Schwangerschaftsabbruch grundsätzlich aufrecht und erklärte die Pflicht zur Benachrichtigung des Ehepartners vor der Abtreibung für verfassungswidrig. Andere Auflagen (Beratungserfordernis, mindestens 24 Stunden Bedenkzeit, Zustimmung der Eltern bei minderjährigen Schwangeren) ließ er hingegen zu. 
Nach den Unstimmigkeiten bei der Auszählung der Präsidentschaftswahl 2000 in Florida stimmte O’Connor in der von 5 gegen 4 Richter getroffenen Entscheidung Bush v. Gore für die Beendigung der Neuauszählung und ermöglichte damit George W. Bush den Amtsantritt zum 20. Januar 2001. Im Fall Grutter v. Bollinger entwarf O’Connor 2003 die von den liberalen Richtern geteilte Mehrheitsmeinung, wonach Affirmative Action, also die Bevorzugung von Angehörigen bislang unterrepräsentierter Minderheitengruppen, bei der Aufnahme von Studenten nicht gegen den 14. Zusatzartikel der US-Verfassung verstoße. O’Connor war außerdem Autorin des Mehrheitsvotums im 2004 verhandelten Verfahren Hamdi v. Rumsfeld. Nach dieser Entscheidung haben US-Bürger, auch wenn sie von der Regierung als „feindliche Kämpfer“ (enemy combatant) eingestuft werden, das Recht, ihre Inhaftierung in einem ordnungsgemäßen Gerichtsverfahren anzufechten.
Am 1. Juli 2005 erklärte sie, von ihrem Richteramt am Supreme Court zurücktreten zu wollen (siehe rechts). Als Nachfolgerin nominierte George W. Bush am 3. Oktober 2005 Harriet Miers, die jedoch einige Wochen später von ihrer Nominierung zurücktrat. Am 29. September 2005 wurde John Roberts, der ursprünglich als Nachfolger O’Connors nominiert worden war, als Oberster Richter (Chief Justice of the United States) und Nachfolger des zwischenzeitlich verstorbenen William H. Rehnquist vereidigt. O’Connor wurde am 31. Januar 2006 von Samuel Alito abgelöst.

## Weitere Tätigkeiten und Auszeichnungen
Die American Philosophical Society, deren Mitglied sie ab 1992 war, verlieh ihr 2003 ihre Benjamin Franklin Medal for Distinguished Public Service.
Nach ihrem Rückzug vom Supreme Court arbeitete Day O’Connor weiter als Richterin am Bundesberufungsgericht. Im März 2006 sorgte sie für Aufsehen, als sie die Republikaner für ihre aggressiven Angriffe auf die Justiz kritisierte und warnte, das Land sei in Gefahr, in Richtung einer Diktatur abzurutschen. Am 12. August 2009 wurde ihr von Präsident Barack Obama die höchste zivile Auszeichnung der USA, die Presidential Medal of Freedom, überreicht.

## Erkrankung und Tod
Im Oktober 2018 gab sie bekannt, an Demenz zu leiden. Sie verstarb am 1. Dezember 2023 in Phoenix im Alter von 93 Jahren.

## Schriften
- The Changing of the Circuit Justice, 1986
- Swinford Lecture, 1985
- Mit H. Alan Day: Lazy B: Growing Up on a Cattle Ranch in the American Southwest, 2001
- The Majesty of the Law: Reflections of a Supreme Court Justice, 2003
- Finding Susie, 2009
- Out of Order. Stories from the History of the Supreme Court, 2013

## Belege
1. ↑  Nina Totenberg: O’Connor, Rehnquist And A Supreme Marriage Proposal. In: National Public Radio, 31. Oktober 2018
2. ↑  Nina Totenberg: O’Connor Decries Republican Attacks on Courts. In: National Public Radio, 10. März 2006.
3. ↑  Sandra Day O’Connor, First Woman on the Supreme Court. In: Supreme Court.
4. ↑  Ariane de Vogue, Veronica Stracqualursi: Justice O’Connor announces she has been diagnosed with dementia, ‘probably Alzheimer’s’. In: CNN.com, 23. Oktober 2018.
5. ↑  Sandra Day O’Connor, First Woman on the Supreme Court, Is Dead at 93. In: nytimes.com. 1. Dezember 2023, abgerufen am 1. Dezember 2023 (amerikanisches Englisch).

| Personendaten    | Personendaten                                                        |
| ---------------- | -------------------------------------------------------------------- |
| NAME             | O’Connor, Sandra Day                                                 |
| KURZBESCHREIBUNG | US-amerikanische Juristin, Richterin am Obersten Gerichtshof der USA |
| GEBURTSDATUM     | 26. März 1930                                                        |
| GEBURTSORT       | El Paso, Texas                                                       |
| STERBEDATUM      | 1. Dezember 2023                                                     |
| STERBEORT        | Phoenix, Arizona                                                     |